# Fernando José de França Dias Van-Dúnem
Fernando José de França Dias Van-Dúnem (Luanda, 24 agosto 1934 – Lisbona, 12 giugno 2024) è stato un politico e diplomatico angolano, primo ministro dal 1991 al 1992 e dal 1996 al 1999.

## Biografia
Nato il 24 agosto 1934 a Luanda, allora capitale dell'Africa Occidentale Portoghese, conseguì un dottorato in diritto politico presso l'Università Aix-Marseille-III, in Francia.
Successivamente, tra il 1964 e il 1965 lavorò come assistente di ricerca in diritto internazionale presso l'Università di Utrecht, nei Paesi Bassi. Dal 1969 al 1971 fu professore di diritto internazionale pubblico, diritto costituzionale e diritto amministrativo a Bujumbura, in Burundi.
Per due anni, a partire dal 1970, fu membro dell'Organizzazione dell'unità africana. Nel 1978 diventò vicerappresentante dell'OUA per gli affari politici e giuridici presso le Nazioni Unite a Ginevra, in Svizzera.
Dal 1979 al 1982 divenne ambasciatore della Repubblica dell'Angola in Belgio, nei Paesi Bassi e nella Comunità economica europea, mentre tra il 1982 e il 1986 fu ambasciatore dell'Angola in Portogallo e in Spagna.
All'interno della politica angolana ricoprì gli incarichi di viceministro degli affari esteri dal 1985 al 1986 e ministro della giustizia tra il 1986 e il 1990. Nello stesso anno divenne ministro del pianificazione, incarico che mantenne fino al 1991, quando venne nominato primo ministro, rimanendo in carica fino al 1992. Fu poi presidente dell'Assemblea nazionale dal 1992 al 1996 e di nuovo primo ministro dal 1996 al 1999.
Fernando Van-Dúnem diventò membro dell'Assemblea nazionale dell'Angola nel 1999. Nello stesso periodo lavorò come professore di diritto internazionale all'Università cattolica dell'Angola.
Trasferitosi poi in Portogallo, morì a Lisbona il 12 giugno 2024, all'età di 89 anni.